# Magyarhomorog, Hajdú-Bihar
Magyarhomorog (literal, Homorogul Unguresc) este un sat în districtul Berettyóújfalu, județul Hajdú-Bihar, Ungaria, având o populație de 1.008 locuitori (2011).

## Demografie
Componența etnică a satului Magyarhomorog
     Maghiari (98%)
     Alții (2%)
Componența confesională a satului Magyarhomorog
     Reformați (56,75%)
     Fără religie (14,19%)
     Romano-catolici (3,57%)
     Necunoscută (25%)
     Atei (0,5%)
     Alte religii (0,5%)
Conform recensământului din 2011, satul Magyarhomorog avea 1.008 locuitori. Din punct de vedere etnic, majoritatea locuitorilor (98,0%) erau maghiari.  Din punct de vedere confesional, majoritatea locuitorilor (56,75%) erau reformați, existând și minorități de persoane fără religie (14,19%) și romano-catolici (3,57%). Pentru 25,0% din locuitori nu este cunoscută apartenența confesională.